# Prionopterina tritosticha
Prionopterina tritosticha là một loài bướm đêm trong họ Erebidae.